# Mule (ruisseau)
Pour les articles homonymes, voir Mule.
La Mule ou Mulle est un ruisseau de Belgique, affluent du Geer et faisant donc partie du bassin versant de la Meuse. Le ruisseau coule entièrement en province de Liège.

## Parcours
Ce ruisseau prend sa source à l'est de Boëlhe dans la commune de Geer, traverse le village de Berloz, y alimente l'étang au sein du parc communal, poursuit son cours le long du hameau de Mouhin avant de se jeter dans le Geer à Oreye dans la commune de Waremme. Il reçoit en rive gauche le ruisseau de la Grande Bek venant de Corswarem.
Il coule en Hesbaye liégeoise d'ouest en est. Une partie de son cours a été déviée à la suite des constructions de l'autoroute E40 et de la ligne à grande vitesse (LGV) Bruxelles - Liège.